# Festival du film brésilien de Brasilia
Le Festival du film brésilien de Brasilia (Festival de Brasília do Cinema Brasileiro ou plus simplement Festival de Brasília) est un festival de cinéma brésilien se déroulant chaque année depuis 1965 à Brasilia.

## Palmarès
La liste ci-dessous désigne les gagnants du Troféu Candango récompensant le meilleur film :
- 1965 : A Hora e a Vez de Augusto Matraga de Roberto Santos
- 1966 : Todas as Mulheres do Mundo de Domingos de Oliveira
- 1967 : Proezas de Satanás na Vila de Leva e Tráz de Paulo Gil Soares
- 1968 : O Bandido da Luz Vermelha de Rogério Sganzerla
- 1969 : Memórias de Helena de David Neves
- 1970 : Os Deuses e os Mortos de Ruy Guerra
- 1971 : A Casa Assassinada de Paulo César Saraceni
- 1975 : Guerra Conjugal de Joaquim Pedro de Andrade
- 1976 : Xica da Silva de Cacá Diegues
- 1977 : Tenda dos Milagres de Nelson Pereira dos Santos
- 1978 : Tudo Bem de Arnaldo Jabor
- 1979 : Muito Prazer de David Neves
- 1980 : Iracema - Uma Transa Amazônica de Jorge Bodanzky
- 1981 : O Homem do Pau-Brasil de Joaquim Pedro de Andrade
- 1982 : Tabu de Júlio Bressane
- 1983 : O Mágico e o Delegado de Fernando Coni Campos
- 1984 : Nunca Fomos Tão Felizes de Murilo Salles
- 1985 : A Hora da Estrela de Suzana Amaral
- 1986 : A Cor do seu Destino de Jorge Durán
- 1987 : Anjos da Noite de Wilson Barros
- 1988 :
  - Memória Viva de Otávio Bezerra
  - O Mentiroso de Werner Schünemann
- 1989 : Que Bom Te Ver Viva de Lúcia Murat
- 1990 : Beijo 2348/72 de Walter Rogério
- 1991 : O Corpo de José Antonio Garcia
- 1992 : A Maldição do Sanpaku de José Joffily
- 1993 : Alma Corsária de Carlos Reichenbach
- 1994 : Louco por Cinema de André Luis de Oliveira
- 1995 : O Judeu de Jom Tob Azulay
- 1996 : Baile Perfumado de Paulo Caldas et Lírio Ferreira
- 1997 :
  - Miramar de Júlio Bressane
  - Anahy de las Misiones de Sérgio Silva
- 1998 : Amor & Cia de Helvécio Ratton
- 1999 : Santo Forte de Eduardo Coutinho
- 2000 : Bicho de Sete Cabeças de Laís Bodanzky
- 2001 : Lavoura Arcaica de Luiz Fernando Carvalho
- 2002 : Amarelo Manga de Cláudio Assis
- 2003 : Filme de Amor de Júlio Bressane
- 2004 : Peões de Eduardo Coutinho
- 2005 : Eu Me Lembro de Edgard Navarro
- 2006 : Baixio das Bestas de Cláudio Assis
- 2007 : Cleópatra de Júlio Bressane
- 2008 : FilmeFobia de Kiko Goifman
- 2009 : É Proibido Fumar de Anna Muylaert
- 2010 : O Céu Sobre os Ombros de Sérgio Borges
- 2011 : Hoje de Tata Amaral[1]
- 2012 :
  - Eles Voltam de Marcelo Lordello (fiction)
  - Era uma vez eu, Verônica de Marcelo Gomes (fiction)
  - Otto de Cao Guimarães (documentaire)[2]
- 2013 :
  - Exilados do Vulcão de Paula Gaitán (fiction)
  - O Mestre e o Divino de Tiago Campos (documentaire)[3]
- 2014 : Branco Sai, Preto Fica de Adirley Queirós[4]
- 2015 : Big Jato de Cláudio Assis[5]